# Oncidium graminifolium
O Oncidium graminifolium   Lindl. 1840., é uma espécie de orquídeas do gênero Oncidium, também chamado de dama dançante, da subfamília Epidendroideae da família das Orquidáceas. É encontrada no México, na América Central e no Norte da América do Sul até o Peru.

## Etimologia
O nome científico provém do latim Oncidium = "inchaço", "tubérculo" e graminifolium porque as suas folhas são parecidas com as folhas das gramíneas.

## Sinônimos
- Cyrtochilum graminifolium Lindley 1840.
- Cyrtochilum filipes Lindley 1841.
- Oncidium filipes [Lindley]Lindley 1855.
- Oncidium Wraye Hook. 1841.

## Habitat
Esta espécie é oroginária do Sul do México, da América Central, do SO da Venezuela, do Equador e do Peru. Esta Orquídea é de hábito terrestre. Vive em áreas de clima ameno de terras que vão de 800 até 2600 metros de altitude, con bastante luminosidade e florescendo em áreas de bosque seco, geralmente em pinhais.

## Descrição
O Oncidium graminifolium és uma planta terrestre com pseudobulbos que variam de ovóide a elíptico, e comprimidos lateralmente, de cor verde pálido, com 4 a 6 brácteas coriáceas, com 2 a 3 folhas esteitas, lineares-elípticas e caducas, que saem do ápice do pseudobulbo com aparência de ervas gramíneas.
Suas flores estão dispostas em um pedúnculo robusto que pode alcançar entre 50 e 80 cm de altura, com 7 a 15 flores de 3 cm de diâmetro. As pétalas e sépalas laterais são amarelas e manchadas de marrom. O labelo é amarelo e a coluna de cor verde claro.
O seu fruto é uma cápsula. 

## Cultivo
Tem preferência por muita claridade ou com sombra moderada. Para cultivar, deve-se plantar em um tronco com a base reta não muito larga, para que se possa manter em pé, e se coloca a orquídea amarrada a um tutor orientado para o leste.

Pode ser plantado no exterior como os Cymbidiums para estimular a floração. O seu crescimento necessita de regas frequentes, porém, quando chega ao estágio maduro, necessita diminuí-los até ficar quase seco.

## Referencias
- Harry Zelenko :The Pictorial Encyclopaedia of Oncidium (1997)
- Koniger, W. 2003. New species of the genera Masdevallia, Oncidium and Sigmatostalix. Arcula no. 12: 298-311.